# Probles crassipes
Probles crassipes är en stekelart som först beskrevs av Thomson 1889.  Probles crassipes ingår i släktet Probles och familjen brokparasitsteklar. Inga underarter finns listade i Catalogue of Life.